# Isola Slipper
L'isola Slipper (Slipper Island in inglese, Whakahau in māori) è un'isola situata 3 chilometri verso est al largo della penisola di Coromandel sull'Isola del Nord della Nuova Zelanda e 8 chilometri a sud-est della località balneare di Pauanui. Al largo della punta meridionale dell'isola si trovano diversi isolotti di minori dimensioni, come l'isola penguin e l'isola Rabbit, mentre l'isola Shoe si trova a nord-est.

## Storia
Ci sono prove che l'isola sia stata luogo di attività precoce dei primi colonizzatori maori della Nuova Zelanda, arrivati qui intorno al 1300 d.C., principalmente basate sulla scoperta, nel 2001, di una perla tropicale utilizzata a mo' di esca. Vi sono inoltre anche otto siti pā e altre prove di occupazione come la presenza di cumuli. Sono stati trovati anche numerosi ami da pesca ricavati da ossa di moa e usati dai primi coloni arrivati dalla Polinesia orientale.
L'isola ha quindi ospitato una fattoria e, più recentemente, un resort.

## Galleria d'immagini

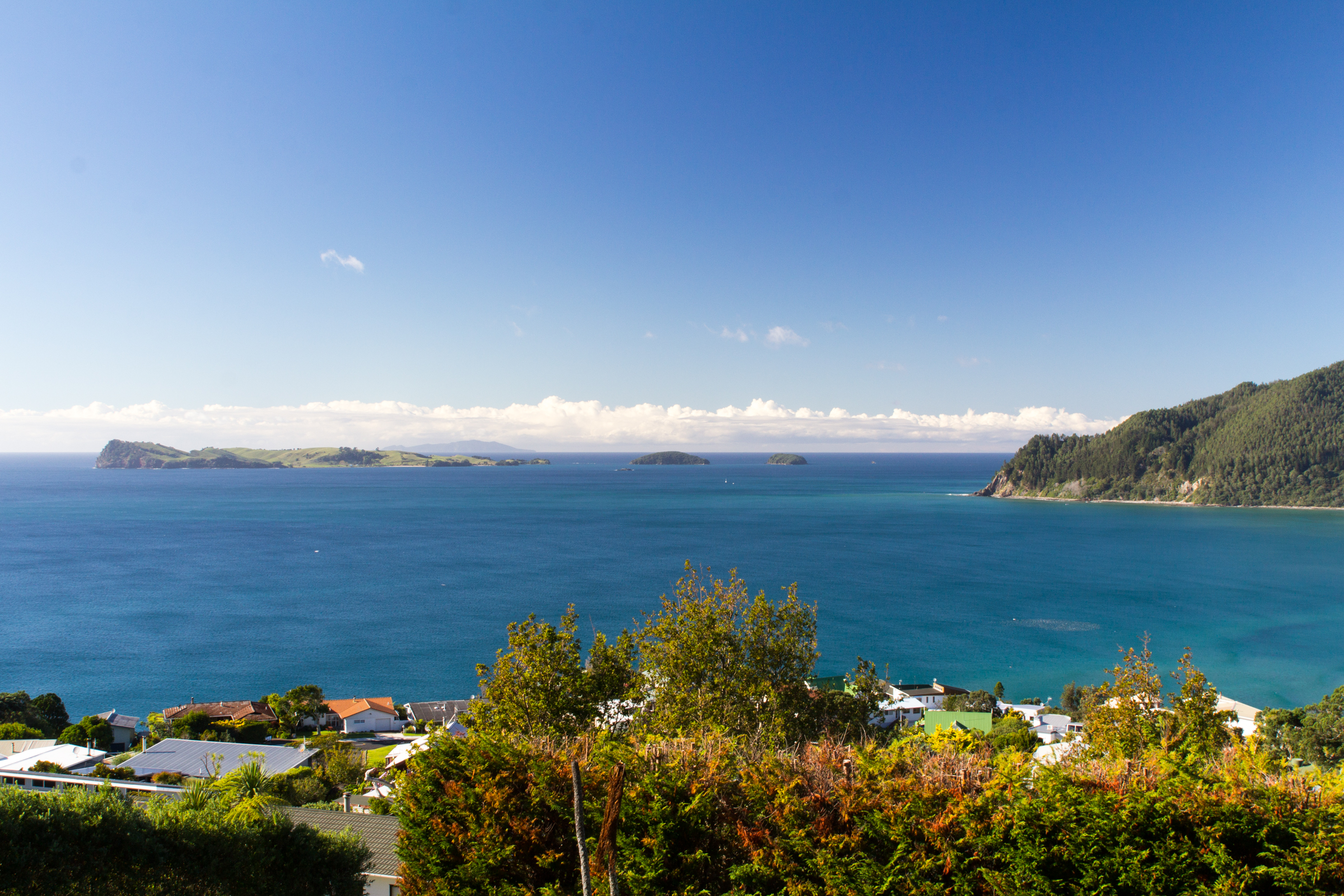
L'isola Slipper (la più grande a sinistra) vista dal monte Paku